# Rosate
Rosate es una localidad y comune italiana de la provincia de Milán, región de Lombardía, con 5116 habitantes.

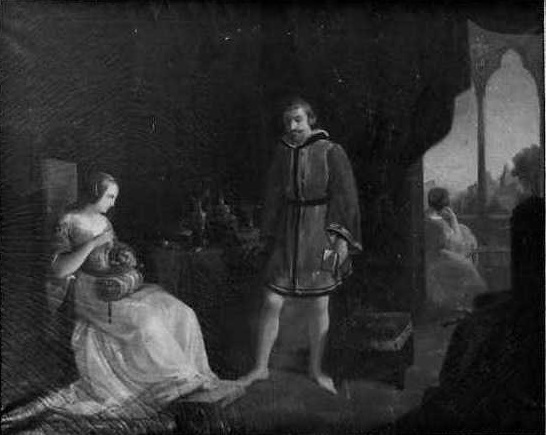
Bice del Balzo en el Castillo de Rosate, Vincenzo Petrocelli, óleo sobre lienzo, 1840

## Evolución demográfica
| Gráfica de evolución demográfica de Rosate entre 1861 y 2001 |
|                                                              |
| Fuente ISTAT - elaboración gráfica de Wikipedia              |

## Enlaces
- Castillo de Rosate